# Mont Nonotuck
Le mont Nonotuck, qui culmine à 252 mètres d'altitude, est un sommet de la Mount Tom Range, un chaînon situé dans la vallée du Connecticut, au Massachusetts (États-Unis), et faisant partie de Metacomet Ridge. La montagne s'élève abruptement sur près de 210 mètres de haut et offre des vues plongeantes sur les paysages alentour. Elle est située sur le territoire de la ville de Holyoke. Elle est traversée par le Metacomet-Monadnock Trail, entretenu par la section Berkshire de l'Appalachian Mountain Club, et est gravie par une route saisonnière jusqu'à un petit parking sous le sommet. Durant l'hiver, la route est fréquemment utilisée par les fondeurs.

## Géologie

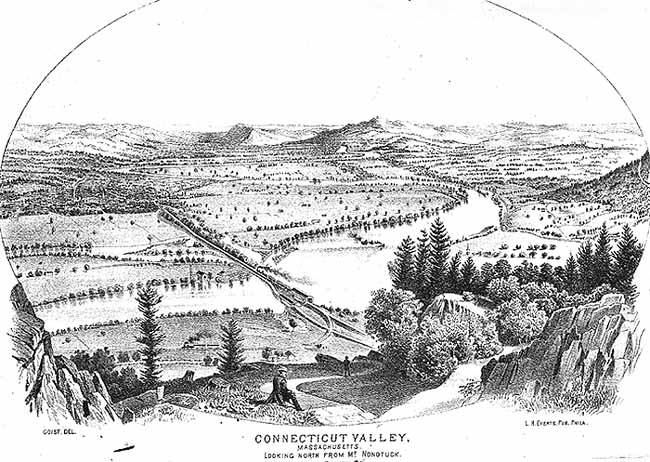
Louis Everts, « Vallée du Connecticut, Massachusetts, vue en direction du nord depuis le mont Nonotuck », tiré de History of the Connecticut Valley, Massachusetts Vol 1, 1879.

Le mont Nonotuck, comme la plus grande partie de Metacomet Ridge, est composé de basalte, une roche volcanique. Elle s'est formée à la fin du Trias lors de la séparation de la Laurasia et du Gondwana, puis de l'Amérique du Nord et de l'Eurasie. La lave émise au niveau du rift s'est solidifiée en créant une structure en mille-feuille sur une centaine de mètres d'épaisseur. Les failles et les séismes ont permis le soulèvement de cette structure géologique caractérisée par de longues crêtes et falaises.

## Écosystème
La combinaison des crêtes chaudes et sèches, des ravines froides et humides et des éboulis basaltiques est responsable d'une grande variété de microclimats et d'écosystèmes abritant de nombreuses espèces inhabituelles pour la région.

## Histoire

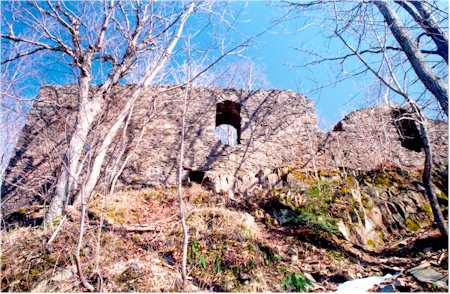
Vue des ruines de la Eyrie House en 2003.

En 1861, à la suite du succès rencontré par la Mount Holyoke Summit House, sur l'autre rive Connecticut, William Street ouvre un établissement au sommet du mont Nonotuck et le nomme Eyrie House. Plus proche du fleuve, il est aussi plus facile d'accès. Mais il brûle en 1901 alors que Street incinère deux chevaux et perd le contrôle du feu. Seuls les caves et les murs de fondation en pierre sont épargnés. Les ruines sont plus tard incluses dans la Mount Tom Reservation gérée par le Commonwealth of Massachusetts.